# Bedő Sándor (politikus)
Kálnoki és hodgyai Bedő Sándor (Székelydálya, 1874. február 2. – Budapest, 1948. július 16.) magyar ügyvéd, politikus, 1926 és 1935 között országgyűlési képviselő (Egységes Párt, NEP).

## Élete
Bedő Sándor 1874-ben született az Udvarhely vármegyei Székelydályán, Bedő Albert és Mihály Zsuzsanna fiaként. Középiskolai tanulmányait Székelyudvarhelyen és Csíksomlyón végezte, majd a kolozsvári Ferenc József Tudományegyetemen szerzett jogtudományi doktori oklevelet, majd ügyvédi vizsgát tett és Marosvásárhelyen lett ügyvéd. 1914 és 1919 között a marosvásárhelyi ügyvédi kamara utolsó magyar elnöke volt, illetve az Erdélyi Szövetség ügyvezető alelnökeként, majd 1917-től 1922-ig társelnökeként is dolgozott, valamint tagja volt a Kúria ügyvédi tanácsának is. 1917-ben udvari tanácsosnak nevezték ki.
1922-ben a román hatóságok kiutasították Erdélyből, ezután Budapestre költözött és itt nyitott ügyvédi irodát. 1924 és 1931 között a Nemzeti Hitelintézet ügyvezető alelnöke volt. Az 1926-os és az 1931-es országgyűlési választásokon a nyírbátori választókerületből szerzett mandátumot az Egységes Párt jelöltjeként, a Képviselőházban az igazságügyi, a közgazdasági és közlekedésügyi, a mentelmi és a pénzügyi bizottság tagja volt. Bethlen István miniszterelnök közvetlen környezetéhez, szűk baráti köréhez tartozott.
1935-től 1944-ig az Országos Ügyvédszövetség elnöke, valamint 1931-től haláláig a felsőszabolcsi református egyházmegye gondoka volt. A Horthy-korszak ismert ügyvédje, jogi szakírója volt, jelzálog- és részvényjoggal foglalkozott. 1948-ban hunyt el Budapesten.

## Főbb művei
- Egyetemlegesség a váltójogban. (Kolozsvár, 1917)
- Az ingójelzálog. (Pécs, 1927)
- A váltójogi egyetemlegesség problémái (Bp., 1930)